# Малабарский ток
Малабарский ток (лат. Ocyceros griseus) — вид птиц семейства птиц-носорогов. Подвидов не выделяют.

## Внешний вид

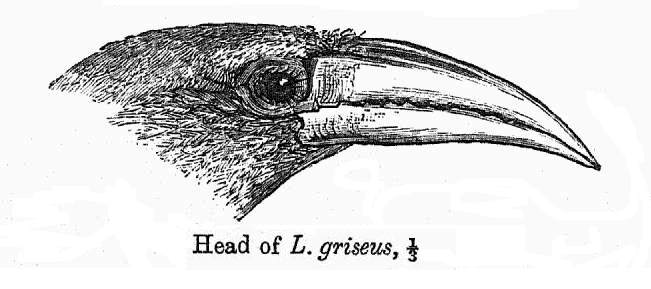
Голова малабарского тока.

В длину птица достигает 45—58 сантиметров, а её хвост — 23 сантиметров. Самцы имеют красноватый клюв с желтизной на кончике, у самок клюв тускло-жёлтый с чёрным участком у основания подклювья. От клюва поверх глаз и дальше по шее тянутся белые надбровья. Тело серого цвета, брюхо белое с оранжевым низом, крылья и хвост также серые и имеют белые кончики. Птенцы имеют коричневатую окраску с жёлтым клювом.

## Распространение
Обитает исключительно в районе Западных Гат и прилегающих горных участках в Индии. Птицу можно встретить в густых лесах и лесистых равнинах. Ранее в качестве подвида малабарского тока рассматривался цейлонский серый ток.

## Питание
Птица питается плодами с деревьев и мелкими позвоночными, а в неволе может принимать и мясо.

## Примеры звучания
- Гогото файле,
- Вскрикиваниео файле.